# 马尔萨莱斯
马尔萨莱斯，是西班牙卡斯蒂利亚-莱昂巴利亚多利德省的一个市镇。总面积13平方公里，
2001年普查人口總數為62人，人口密度為每平方公里5人。